# Deutsche Feldpost im Zweiten Weltkrieg

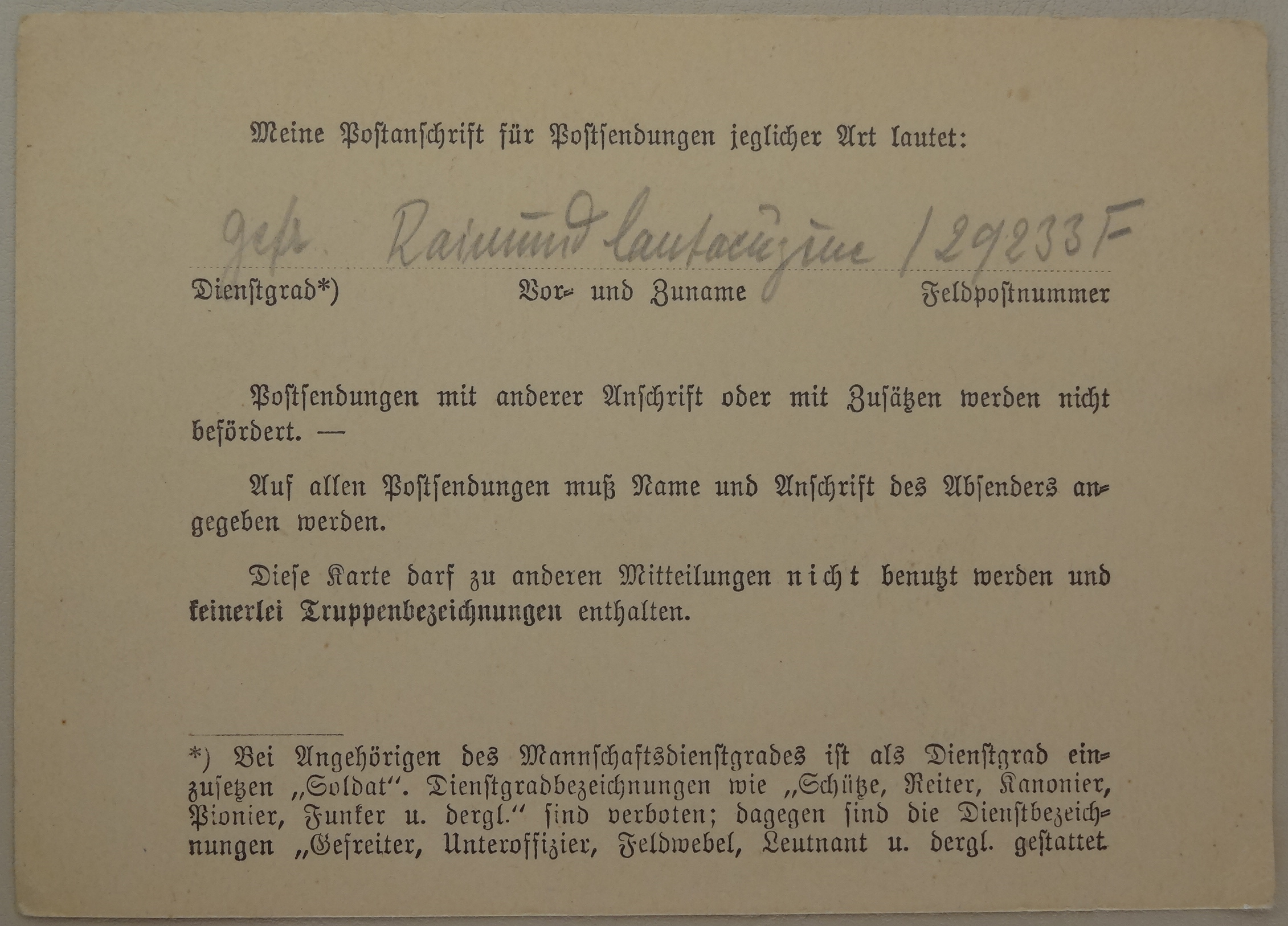
Die neue Feldpostadresse

Feldpost mit Einschreiben (1944)

Die Deutsche Feldpost des Zweiten Weltkriegs war ein Teil der zivilen Post, welcher zur Erfüllung einer fachlichen Aufgabe in die militärische Organisation der deutschen Streitkräfte eingegliedert war. Im organisatorischen Bereich unterschied man zwischen regulärer Post aus ziviler Herkunft und der sogenannten Heerespost, zur Kommunikation militärischer Dienststellen und Verbände. Die Feldpost nahm am 2. September 1939 offiziell ihren allgemeinen Dienst auf.

## Definition
Gemäß Feldpostvorschrift vom 22.07.1938 (H.Dv. 84 / M.Dv. Nr. 892 / L.Dv. g. 84) war das Feldpostwesen, ein Versorgungsgebiet(-dienst) der „Kriegs-Wehrmacht“, welches der Postversorgung der Kriegswehrmacht im Verkehr mit der Heimat und innerhalb der Kriegswehrmacht dient. Die Feldpostvorschrift wird vom Oberbefehlshaber des Heeres im Einvernehmen mit dem Reichspostminister erlassen.
Bei der Deutschen Feldpost im Zweiten Weltkrieg unterscheidet man deshalb zwischen militärischen Feldpost-Sendungen (Heerespost), die von Wehrmachtsdienststellen abgesandt wurden und den Abdruck des Briefstempels oder Dienstsiegels auf der Außenseite trugen und den Privatsendungen der Wehrmachtsangehörigen als Absender oder Empfänger, die in persönlichen Angelegenheiten versandt wurden. Die Feldpost-Organisation war deshalb in die Versorgungstruppen der Wehrmacht integriert, die frühere Abhängigkeit in posttechnischen Fragen, wie noch bei der Manöverpost der Vorkriegszeit, von der Reichspostverwaltung war weggefallen. Jedoch blieb im organisatorischen Ablauf eine Abhängigkeit von Reichspost bestehen, da beide Organisationen zwangsläufig überaus eng zusammen arbeiteten.

## Organisation
Die Feldpost unterstand in der Gesamtheit dem Heeresfeldpostmeister. Dieser wurde am 24. August 1939 als höchste Instanz der Feldpost nach Zossen einberufen. Heeresfeldpostmeister war Karl Ziegler.
Ihm unterstanden:
- Kommandos der Feldpostleitstellen
- Feldpostleitstellen
- Feldpost-Umschlagstellen
- Feldpostämter
- Luftgaupostamt
- Marinepostbüro (später Marine-Postämter)
- Armeebriefstellen
- Armeebriefstelle 580 (Luftpostleitstelle) / Feldpoststaffel der Luftwaffe – ab 1943
- Luftumschlagstellen

## Geschichte
Der Aufmarsch der deutschen Wehrmacht vor Beginn des Zweiten Weltkrieges begann teilweise als groß angelegtes Manöver. Aus diesem Grund galt für die postalische Kommunikation die bereits in den Vorjahren erprobte Manöverpostordnung mit einem sechsstelligen Nummernsystem. Diese galt am 24. August 1939 als der Heeresfeldpostmeister seinen Dienst antrat. Die Feldpostvorschrift vom 22. Juli 1938 sah jedoch für den Kriegsfall eine fünfstellige Nummerierung vor, welche von der Manöverpostverordnung vollständig abwich. Da große Komplikationen durch den Wechsel der beiden Nummerierungssysteme erwartet wurden, wurde eine neuntägige Feldpostsperre erlassen, damit die sechsstelligen Sendungen abgearbeitet werden konnten, ohne dass es zu größeren Problemen kommen sollte. Dieser Versuch war nur teilweise erfolgreich und es mussten trotz des Versuchs der Neuzuordnung (Umschreiben auf neue Feldpostnummern) nach dem 1. September 1939 der größte Teil der Sendungen mit den Manöverfeldpostnummern an die zivilen Versender zurückgeschickt werden.
Ab dem 2. September 1939 wurde die, auf den Erfahrungen des Ersten Weltkriegs aufbauende, theoretische Organisation des Feldpostwesens umgesetzt und es zeigten sich schon bald einige gravierende Probleme.
- Postsammelstellen

In der Feldpostvorschrift(FpV) Nr. 54 hatte man ursprünglich festgelegt, dass ein Feldpostbrief nur mit Dienstgrad, Namen des Empfängers und der Feldpostnummer seiner Einheit zu beschriften war. Doch mit der Verfügung Nr. 687 der Allgemeinen Heeresmitteilung Nr. 20/1939 wurde für jede Sendung verlangt, dass die Postsammelstelle des Wehrkreiskommandos ergänzt wurde, bei welchem die Einheit des Empfängers aufgestellt worden war. Hierdurch entstand eine nicht mehr zu bewältigende Menge an vermeidbaren Transporten. Denn nach dieser Regelung wurden alle Briefe unabhängig vom Aufenthaltsort des Empfängers erst einmal zu einer der über das ganze Deutsche Reich verteilten Postsammelstellen verbracht, um dann im äußersten Fall zu einem Standort unweit des Absenders zurücktransportiert zu werden. Die hieraus entstehenden Verzögerungen verursachten wiederum zusätzliche Mehrarbeit, da sich im dynamischen Kriegsgeschehen innerhalb der langen Laufzeit zusätzlich der Standort des Empfängers verändern konnte.
Dieses Problem wurde mit der Feldpost-Amtsblatt-Verfügung Nr. 29/1939 per 27. Oktober 1939 dadurch behoben, dass der Heeresfeldpostmeister und die Deutsche Reichspost darauf einigten, dass die Angabe einer Postsammelstelle bei der Anschrift wieder entfiel und die Postämter und die Postsammelstellen grundsätzlich alle Sendungen an die nächstgelegene Postsammelstelle weiterführten. Diese Regelung entsprach wiederum der ursprünglichen Feldpostvorschrift Nr. 54.
- Falsche Feldpostnummern

Schwieriger war ein durch Kommunikationsprobleme entstandenes Thema zu beheben. Eine größere Anzahl von Einheiten verwendete bei Kriegsbeginn falsche Feldpostnummern. In manchen Fällen scheinen willkürliche Feldpostnummern entstanden zu sein, in anderen Fällen wurden inzwischen ungültige Nummern aus früheren Mobilmachungsjahren verwendet oder sogar andere fünfstellige Nummern, wie zum Beispiel die fünfstellige Mobilmachungs-Hauptlistennummer, von den Einheitsführern an die Mannschaften ausgegeben. Dazu kamen noch die nicht seltenen und auch als normal zu betrachtenden Zahlendreher.
- Wechsel des zuständigen Feldpostamtes

Die Feldpostämter waren in der Regel einer Division, einem Korps oder einem Armeeoberkommando zugeordnet. Dort wurde dann von den einzelnen Verbänden innerhalb dieser Organisation die Post selbstständig abgeholt. Wenn jedoch eine Kompanie, eine Batterie oder eine sonstige Einheit ihren bisherigen Verband verließ, musste der Einheitsführer seine Verband bei dem bisherigen Feldpostamt abmelden und bei dem Feldpostamt des neuen Verbandes anmelden. Dieser Vorgang war bei Beginn des Krieges vielen Einheitsführern noch nicht vertraut und bekannt, so dass auch dies zu Verzögerungen und Rückläufern führte.
- Lückenhafte Feldpostübersicht

Für die Sortierung der Feldpostsendungen verfügte die Feldpost über die sogenannte Feldpostübersicht, welche aufschlüsselte, zu welchen Armeen beziehungsweise Armeekorps die einzelnen Verbände gehörten. Bei Beginn des Krieges hatte man jedoch die relativ spät aufgestellten Stäbe von Heeresgruppen und Armeeoberkommandos und auch viele Heeres- und Armeetruppen nicht in dieser Liste erfasst.
Erst nach Abschluss des schnellen Feldzuges in Polen konnten alle erkannten Probleme, wo möglich, behoben werden.
Es bestand in den folgenden Jahren während des Krieges ein Gliederung in drei Instanzen, den Heeresfeldpostmeister, die Armeefeldpostmeister und die einzelnen Feldpostdienststellen. Dies entsprach der Gliederung im zivilen Bereich in Reichspostministerium, Reichspostdienststellen auf Bezirksebene und den einzelnen Postämtern.
Der Heeresfeldpostmeister war als Stabstelle beim Generalquartiermeisters im Oberkommando des Heeres angesiedelt. Er unterstand den Weisungsbefugnis des Generalquartiermeister und musste die posttechnischen Anordnungen des Reichspostministers umsetzten. Die zuvor erwähnte Feldpostübersicht, wichtig für die Zuordnung aller militärischen Organisationseinheiten, vom zum Beispiel einem Generalstab bis zur Infanteriekompanie, zu einer Feldpostnummer, welche die herkömmliche Anschrift ersetzte, wurde von ihm mit einem Personalstamm von etwa 20 Mitarbeitern gepflegt.
Die Armeefeldpostmeister waren regulär den Armeeoberkommandos (AOK) zugeordnet. Der Kriegsstärkenachweis für diese Organisationseinheit zeigt eine Mannstärke von 14 Feldpostbeamten. Geführt wurde die Dienststelle von einem Feldoberpostdirektor oder einem Feldpostrat. Durch Veranlassung des Heeresfeldpostmeister konnten weitere Armeefeldpostmeister eingesetzt werden, dies passiert im 2. WK z. B. in Berlin und Warschau, da dies für Sicherstellung der ordnungsgemäßen Durchführung der Aufgaben erforderlich waren.
Die Feldpostdienststellen bestanden aus Armeebriefstellen, Feldpostleitstellen und Feldpostämtern.

## Nutzungsberechtigung

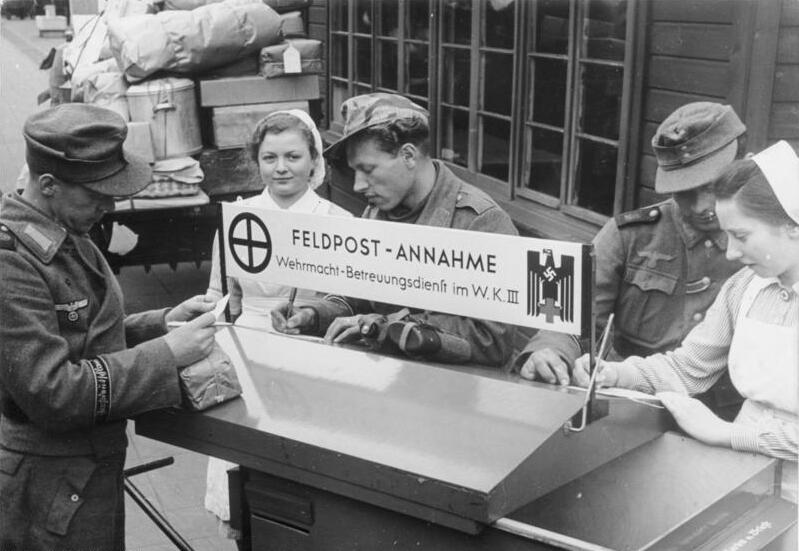
Fahrbare Feldpostannahmestelle

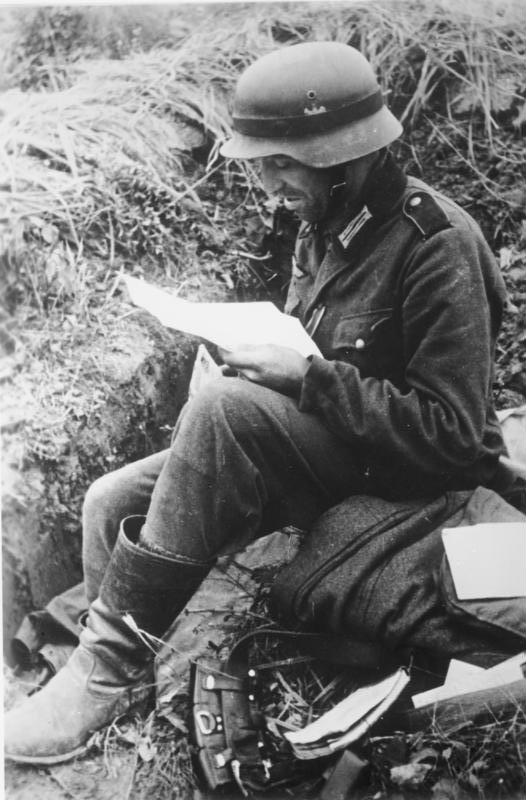
Deutscher Soldat liest einen Feldpostbrief an der Ostfront (1942).

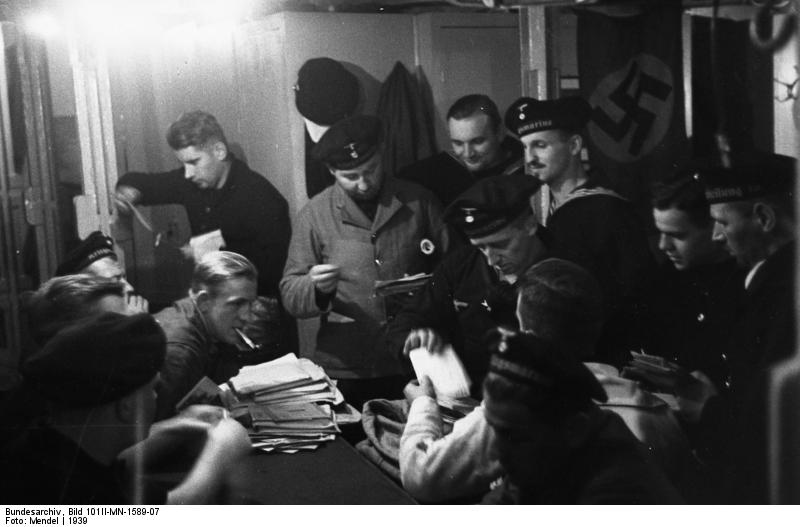
Feldpost bei der Marine: Verteilung der Post auf einem deutschen Vorpostenboot (1939).

Der Kreis der Berechtigten bestand nicht nur aus den Angehörigen der drei Wehrmachtteile Heer, Luftwaffe und Kriegsmarine im aktiven Dienst, sondern auch aus den SS-Verfügungstruppen, der SS-Totenkopfverbände, der Polizei-Divisionen und den anderen selbständigen Verbänden der SS-Verfügungstruppen. Zivilpersonen, die den Wehrmachtsangehörigen gleichgestellt waren (§ 35 des Wehrgesetzes vom 21. Mai 1935) und den Angehörigen des Reichsarbeitsdienstes, die im Operationsgebiet im Dienste der Wehrmacht eingesetzt waren (zu dieser Gruppe zählten auch Privatpersonen, die sich in einem Dienstverhältnis zur Kriegswehrmacht befanden und bei ihr Unterkunft und Verpflegung erhielten), konnten die Feldpost ebenfalls benutzen. Voraussetzung war die Zuteilung einer Feldpostnummer an die Einheit oder die Dienststelle, bei Benutzung einer offenen Anschrift war die Unterkunft und Verpflegung durch die Wehrmacht in Natur oder durch Tagegelder usw. ausschlaggebend.
Zugelassen waren gewöhnliche Postkarten und Briefsendungen (bis 250 g), Päckchen (bis 1 kg), Post- und Zahlungsanweisungen ins Feld bis 1.000 RM, Postanweisungen und Zahlkarten vom Felde bis 1.000 RM, einige Zeitungen, Feldpostzeitungspakete und Telegramme. Gewichtsüberschreitungen wurden bei Briefen bis 25 g und bei Päckchen bis 100 g toleriert. Militärische Dienststellen konnten zusätzlich noch Sendungen unter Einschreiben oder als Wertbrief versenden, ebenso Pakete. Völlig ausgeschlossen waren Postaufträge, Postnachnahmen, Postwurfsendungen, Briefe mit Zustellurkunde, Rückscheinsendungen und telegraphische Zahlungsanweisungen.
Bei den Privatsendungen wurden folgende Gebühren erhoben: Päckchen bis 1.000 g 20 RPf. Für Post und Zahlungsanweisungen ins Feld, Feldpostanweisungen und Feldzahlkarten vom Felde und Telegramme die übliche Inlandsgebühr. Für Zeitungen wurde die Hälfte der Bestellgebühr dem Verleger in Rechnung gestellt. Zeitungspakete kosteten 20 RPf. je angefangenes Kilogramm. Päckchen aus der Heimat mussten freigemacht werden, Päckchen in die Heimat sollten freigemacht werden. Es wurde dann nur der einfache Fehlbetrag erhoben, dies galt auch für Päckchen innerhalb der Wehrmacht.
Alle Sendungen hatten den Vermerk „Feldpost“ und die genaue Anschrift des Absenders zu tragen. Auf Sendungen von Dienststellen und Angehörigen von Einheiten mit getarnter Anschrift durfte als Absenderangabe nur die Feldpostanschrift verwendet werden. Die Feldpostsendungen von Wehrmachtsangehörigen mussten entweder bei einem Feldpostamt eingeliefert werden oder mit Briefstempel oder Dienstsiegelabdruck der Einheit versehen durch ebendiese Einheit bei einem Postamt zur Weiterbeförderung eingeliefert werden. Die Einlieferung durch Briefkästen war einzuschränken.

Zurück – Gefallen für Großdeutschland

Sendungen, die diese Bedingungen nicht erfüllten, wurden wie normale Sendungen mit den Gebühren des öffentlichen Postdienstes belegt. In der Anschrift der Sendungen an die Soldaten mussten Dienstgrad und Name des Empfängers angegeben sein, dazu entweder die fünfstellige Feldpostnummer oder bei offener Anschrift die volle Dienstanschrift seiner Wehrmachtseinheit. Sendungen mit der Privatanschrift des Empfängers unterlagen den öffentlichen Gebühren. Diese Bestimmungen traten am 1. April 1940 in Kraft.
Bald schon wurde das Gewicht für Feldpostbriefe auf 100 g gesenkt. Private Feldpostsendungen über 100 g galten nun bis 250 g portofrei als Päckchen. Päckchen über 250 g bis 1 kg kosteten weiter 20 RPf. Es war aber durchaus möglich, dass der Päckchenverkehr für einige Zeit in Richtung Front oder in Richtung Heimat oder überhaupt völlig eingestellt wurde, das Amtsblatt berichtet immer wieder darüber. Es scheint, dass diese Versandart nicht ganz problemlos war. Im Dezember 1940 wurde das Gewicht für die portofreie Beförderung auf 275 g angehoben.

## Statistik

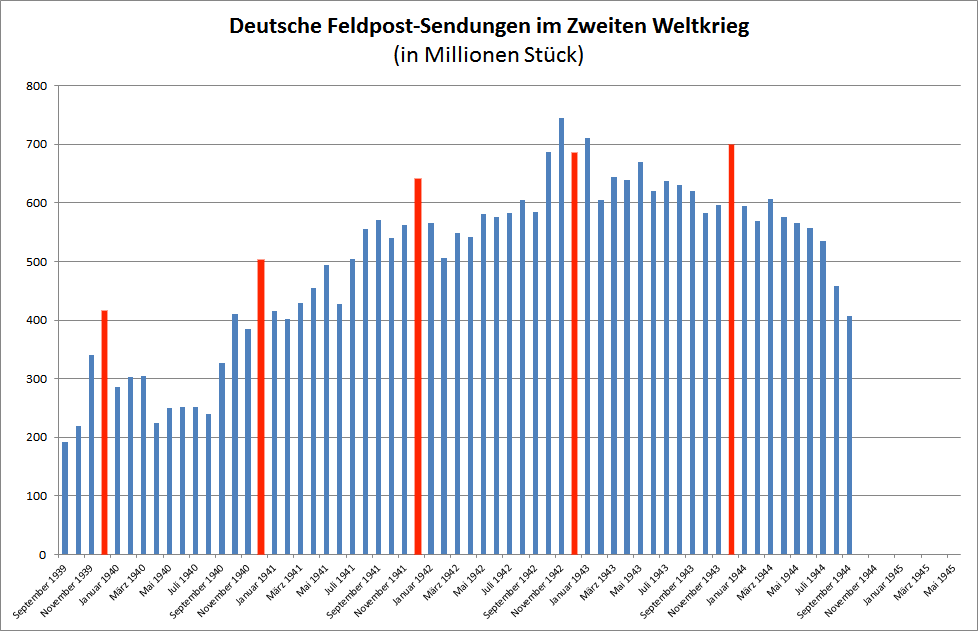
Monatsstatistik 1939–1944. Die Dezembermonate sind zur Verdeutlichung rot eingefärbt.

Nach Aufzeichnungen des Reichspostministeriums sind im Krieg Feldpostsendungen nach und aus dem Felde in Millionen Stück versandt worden:
- 1939: 1.167
- 1940: 3.736
- 1941: 5.994
- 1942: 7.205
- 1943: 7.652
- 1944: 4.867

Die von der Feldpost vermittelte umfangreiche Heerespost zwischen den Armeen ist in diesen Zahlen nicht berücksichtigt.
| Deutsche Feldpostsendungen im Zweiten Weltkrieg Sendungen (Nachrichtenpost und Päckchen) nach und aus dem Feld, in Millionen Stück \| Monat \| 1939 \| 1940 \| 1941 \| 1942 \| 1943 \| 1944 \| 1945 \| \| --------- \| ---- \| ---- \| ---- \| ---- \| ---- \| ---- \| ---- \| \| Januar \| – \| 285 \| 415 \| 565 \| 710 \| 595 \| ? \| \| Februar \| – \| 303 \| 402 \| 506 \| 605 \| 568 \| ? \| \| März \| – \| 305 \| 429 \| 549 \| 644 \| 606 \| ? \| \| April \| – \| 225 \| 455 \| 541 \| 639 \| 576 \| ? \| \| Mai \| – \| 250 \| 493 \| 581 \| 670 \| 566 \| ? \| \| Juni \| – \| 252 \| 427 \| 575 \| 620 \| 557 \| – \| \| Juli \| – \| 252 \| 504 \| 583 \| 637 \| 535 \| – \| \| August \| – \| 239 \| 555 \| 604 \| 631 \| 458 \| – \| \| September \| 192 \| 327 \| 571 \| 585 \| 620 \| 406 \| – \| \| Oktober \| 219 \| 327 \| 540 \| 687 \| 582 \| ? \| – \| \| November \| 340 \| 385 \| 562 \| 745 \| 596 \| ? \| – \| \| Dezember \| 416 \| 502 \| 640 \| 684 \| 698 \| ? \| – \| |      |      |      |      |      |      |      |
| Monat | 1939 | 1940 | 1941 | 1942 | 1943 | 1944 | 1945 |
| Januar | –    | 285  | 415  | 565  | 710  | 595  | ?    |
| Februar | –    | 303  | 402  | 506  | 605  | 568  | ?    |
| März | –    | 305  | 429  | 549  | 644  | 606  | ?    |
| April | –    | 225  | 455  | 541  | 639  | 576  | ?    |
| Mai | –    | 250  | 493  | 581  | 670  | 566  | ?    |
| Juni | –    | 252  | 427  | 575  | 620  | 557  | –    |
| Juli | –    | 252  | 504  | 583  | 637  | 535  | –    |
| August | –    | 239  | 555  | 604  | 631  | 458  | –    |
| September | 192  | 327  | 571  | 585  | 620  | 406  | –    |
| Oktober | 219  | 327  | 540  | 687  | 582  | ?    | –    |
| November | 340  | 385  | 562  | 745  | 596  | ?    | –    |
| Dezember | 416  | 502  | 640  | 684  | 698  | ?    | –    |

## Liste der Feldpostmarken

### Allgemeine und örtliche Ausgaben
Die Marken-Nummern 1 bis 4 gelten als „Allgemeine Ausgaben“ und wurden durch den Heeresfeldpostmeister im OKH herausgegeben. Die Marken-Nummern ab 5 waren sogenannte „Örtliche Ausgaben“.
| Bild | Beschreibung                                                                              | Ausgabedatum      | Entwurf       | Druckverfahren                   | Besonderheiten | Michel-Nr.  |
|      | Zulassungsmarke für Luftfeldpostbriefe                                                    | 18. April 1942    | E. Meerwald   | Buchdruck                        | | 1           |
|      | Zulassungsmarke für Feldpostpäckchen                                                      | 10. Juli 1942     | Marggraff     | Buchdruck                        | | 2           |
|      | Marke stammt aus der Hitler-Serie                                                         | 24. November 1944 | Richard Klein | Buchdruck mit Überdruck          | Die Marke wurde mit einem zweizeiligen Aufdruck ‚FELDPOST / 2 kg‘ als Zulassungsmarke für Feldpostpäckchen bis 2 Kilogramm ab dem 24. November 1944 in einer einmaligen Aktion an Einheiten mit Feldpostnummern ausgegeben, nachdem der gesamte Feldpost-Päckchenverkehr über 100 Gramm kriegsbedingt schon eingestellt worden war. Die Marken waren ausschließlich für Feldpostpäckchen mit Winterbekleidung von der Heimat an die Front bestimmt. | 3 →795      |
|      | Feldpostpäckchen-Zulassungsmarke für Weihnachtspäckchen Richtung Heimat–Front bis zu 1 kg | 20. Oktober 1944  | Marggraff     | Buchdruck                        | | 4 wie Nr. 2 |
|      | Dattelpalme mit Hakenkreuz im Mäanderrahmen                                               | März–April 1943   | Roleff        | Steindruck                       | für die Truppen in Nordafrika | 5           |
|      | 1 und 2 mit Überdruck Inselpost                                                           | 1944/1945         |               | Buchdruck                        | Inselpost | 6–11        |
|      | Aufdruck Weihnachten/1944 auf Marken der Agäischen Inseln (Michel-Nr. 105)                | Dezember 1944     |               | Buchdruck                        | Insel Rhodos | 12          |
|      | Zulassungsmarke für die auf der Halbinsel Hela abgeschnittenen Truppen                    | März 1945         | B. Paetsch    | Offsetdruck                      | U-Boot Hela, Text: Deutsche Feldpost / Durch U-Boot Auflage: 150.000 | 13          |
|      | Zulassungsmarke                                                                           | April 1943        |               | Zeitungspapier                   | Brückenkopf Kuban | 14          |
|      | Zulassungsmarke                                                                           | November 1943     |               | Zeitungspapier                   | Krim | 15          |
|      | Zulassungsmarke                                                                           | März 1945         |               |                                  | Halbierte Zulassungsmarke Nr. 4 für Luftpost im Kurland | 16          |
|      | Zulassungsmarke                                                                           | April 1945        |               | Buchdruck mit Überdruck Feldpost | | 17          |

Die Marke (Michel-Nr. 795) wurde mit einem zweizeiligen Aufdruck ‚FELDPOST / 2 kg‘ als Zulassungsmarke für Feldpostpäckchen bis 2 Kilogramm ab dem 24. November 1944 in einer einmaligen Aktion an Einheiten mit Feldpostnummern ausgegeben, nachdem der gesamte Feldpost-Päckchenverkehr über 100 Gramm kriegsbedingt schon eingestellt worden war.
Die Marken waren ausschließlich für Feldpostpäckchen mit Winterbekleidung von der Heimat an die Front bestimmt.

### Private Ausgaben
Folgende Feldpostmarken sind keine Zulassungsmarken, sondern waren private Spendenvignetten von den einheimischen Fürsorgeorganisationen zugunsten der freiwilligen Soldaten in der Waffen-SS und in der Wehrmacht und deren Familien. Diese Ausgaben hatten keine postalische Bedeutung.
| Bild | Beschreibung            | Ausgabedatum                  | Entwurf | Druckverfahren  | Besonderheiten             | Michel-Nr. |
|      | Kaiserbildnisse Karl V. | 9. August 1943                |         | Rastertiefdruck |                            | XIV        |
|      | Soldaten und Flugzeuge  | 1945 nicht mehr herausgegeben |         |                 | Waffen-SS Legion Vlaandern | XIX        |